# Raúl Kamffer
Raúl Kamffer Cardoso (Ciudad de México, 16 de abril de 1929 - Ibidem, 19 de mayo de 1987) fue un cineasta mexicano. Por su película 'Ora Sí ¡Tenemos Que Ganar! (1981), Kamffer ganó el Premio Ariel al Mejor Director y Mejor Película.

## Biografía
Estudió un año de Arquitectura en el Tecnológico de Monterrey (ITESM), un año de Biología en el Instituto Politécnico Nacional (IPN), un año de Teatro en la Facultad de Filosofía y Letras de la Universidad Nacional Autónoma de México (UNAM) y un año de Psicología en la misma UNAM. Finalmente se trasladó a Italia donde estudió cine en el Centro Experimental de Cinematografía de Roma.
En México, fue miembro de la primera generación del Centro Universitario de Estudios Cinematográficos (ahora conocida como Escuela Nacional de Artes Cinematográficas). Además, se desempeñó como anticuario, experto en antigüedades del arte mexicano y africano, restaurador, coleccionista, joyero, asistente y director de teatro; así como realizador, productor, actor, camarógrafo, sonidista y guionista cinematográfico.
En 1952 incursionó como director de la obra de teatro Nuevo día, pieza de Olga Harmony. Más tarde dirigió su obra Don Juan, ¿Durmió solo alguna noche?, estrenada en la Casa del Lago en 1966.
Su relación con el cine fue muy amplia y no se limitó al guionismo: “Uno de sus primeros trabajos fue como camarógrafo de la película El Grito (1969), de Leobardo López Arretche, que aborda los acontecimientos más importantes del movimiento estudiantil popular de 1968, filmado por los estudiantes del CUEC”.

## Filmografía
| Año  | Película                               | Director | Productor | Escritor | Notas |
| ---- | -------------------------------------- | -------- | --------- | -------- | --- |
| 1967 | Preparatoria 100 años                  | Sí       |           | Sí       | Cortometraje                                                                                                 |
| 1968 | Fiesta de Muertos                      | Sí       |           |          | Película documental                                                                                          |
| 1968 | Mural Efimero                          | Sí       |           |          | Cortometraje                                                                                                 |
| 1969 | Ana y Diana                            | Sí       | Sí        |          | Cortometraje                                                                                                 |
| 1969 | Mictlan o La Casa de los Que Ya No Son | Sí       | Sí        |          | 23o Festival de Cine de Cannes (fuera de competición)                                                        |
| 1970 | El Juego de Zuzanka                    | Sí       |           |          | |
| 1971 | Semana Santa entre Los Coras           |          | Sí        |          | Documental                                                                                                   |
| 1975 | Energíamex                             | Sí       |           | Sí       | Cortometraje                                                                                                 |
| 1976 | El Perro y la Calentura                | Sí       |           | Sí       | |
| 1979 | Parto Solar 5                          | Sí       | Sí        | Sí       | |
| 1981 | Ora sí ¡tenemos que ganar!             | Sí       |           | Sí       | - Premio Ariel a la mejor película - Premio Ariel al mejor director - Nominado - Premio Ariel al Mejor Guion |